# Castello di Gaillon
Il castello di Gaillon è una residenza nobiliare rinascimentale presso Gaillon nella regione francese della Normandia.

## Storia
Il complesso monumentale può essere considerato una delle prime architetture rinascimentali in Francia. Fu costruito infatti per il cardinal Georges d'Amboise, ministro di Luigi XII, e mecenate della cultura artistica proveniente dall'Italia, che aveva potuto conoscere nelle sue missioni a Milano.
Intorno al 1502 il Cardinale, arcivescovo di Rouen, decide di ampliare e trasformare una precedente residenza fortificata e inizia così la costruzione, diretta da costruttori francesi provenienti dalla valle della Loira.
Intorno al 1506 interviene sul complesso cantiere l'architetto italiano fra' Giocondo del quale non è chiaro il ruolo, ma che dovette introdurre, su corpi di fabbrica già in parte edificati, un linguaggio architettonico maggiormente dipendente dall'architettura italiana, per esempio nel disegno delle aperture e delle cornici. A partire dal 1506 lavorò alla progettazione dei giardini Parcello da Mercogliano, il quale li strutturò secondo il gusto rinascimentale allora in voga. Al centro dei giardini fu posta una splendida fontana lavorata con Marmo di Carrara. ai fianchi dei giardini vi era un gioco fi labirinti fatti di siepi ed alberi, Il tutto fu recintato da mura di cinta adornate di torri.
Lavorarono a Gaillon molti artisti francesi ed italiani, tra cui Pierre Delorme, Andrea Solari, chiamato nel 1507 a decorare la cappella e   Pacello da Mercogliano, specialista di giardini a cui si deve la sistemazione originaria dell'esterno del castello.
La morte di d'Amboise non interruppe i lavori che furono ampliati dai suoi successori. Il castello di Gaillon rimase a lungo la residenza favorita dagli arcivescovi di Rouen.

Nel XVII secolo il castello e le sue pertinenze furono ampliati da Jules Hardouin-Mansart e André Le Nôtre. Nel XVIII secolo i lavori videro lo smantellamento dei giardini e la fontana a causa delle condizioni di degrado in cui versavano, al loro posto furono progettati padiglioni dal gusto tardo-barocco e nuovi giardini dal gusto settecentesco. La grande residenza nobiliare fu notevolmente danneggiata durante la rivoluzione francese, la cappella palatina superiore fu completamente distrutta, con essa parti delle facciate e i giardini caddero in abbandono. Nel XIX si provvide a trasformare l'antica residenza in una prigione, iniziarono i lavori di riadattamento, quello che rimaneva dei giardini fu raso al suolo, le ale fecero posto a padiglioni penitenziari. Agli inizi del XIX secolo la prigione accoglieva detenuti di entrambi i sessi, ma verso il 1868 iniziò ad accogliere anche i ragazzi. Nel 1870 al posto dei demoliti giardini fu costruito un centro di igiene mentale, abbattuto all'inizio del XX secolo. Durante il XX secolo è stata restaurata l'entrata del castello. A partire dal XXI secolo è partito un notevole interesse per la forma originaria che il castello avrebbe avuto tra il XV e il XVI secolo, all'apice del suo splendore. Grazie alle notevole quantità di fonti iconografiche e di planimetrie è stato possibile creare modellini che ricostruiscono il castello e i giardini con il loro aspetto rinascimentale originario. Si sta mettendo in conto di restaurare la cappella palatina.

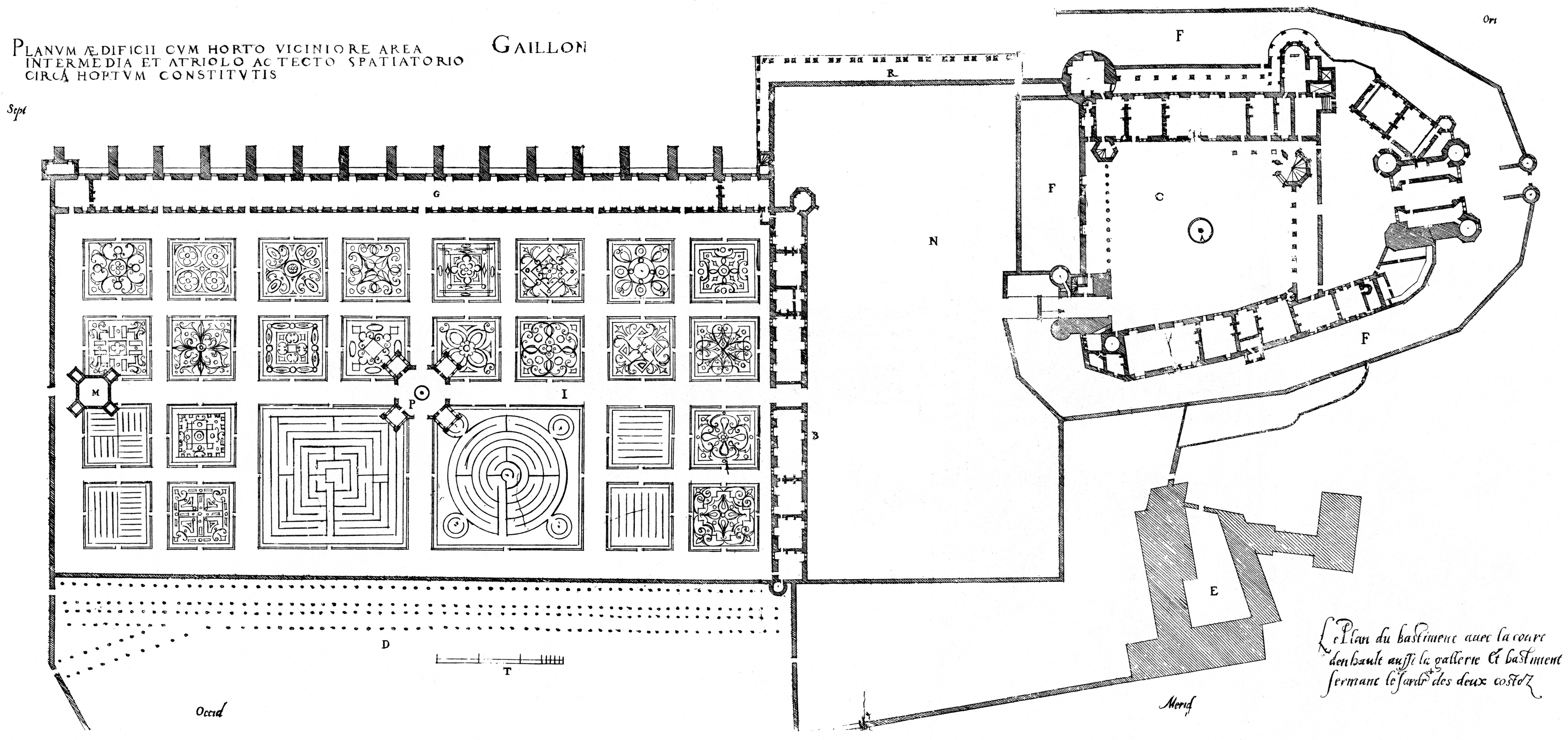
Planimetria originaria del castello con i giardini di Parcello da Mercogliano
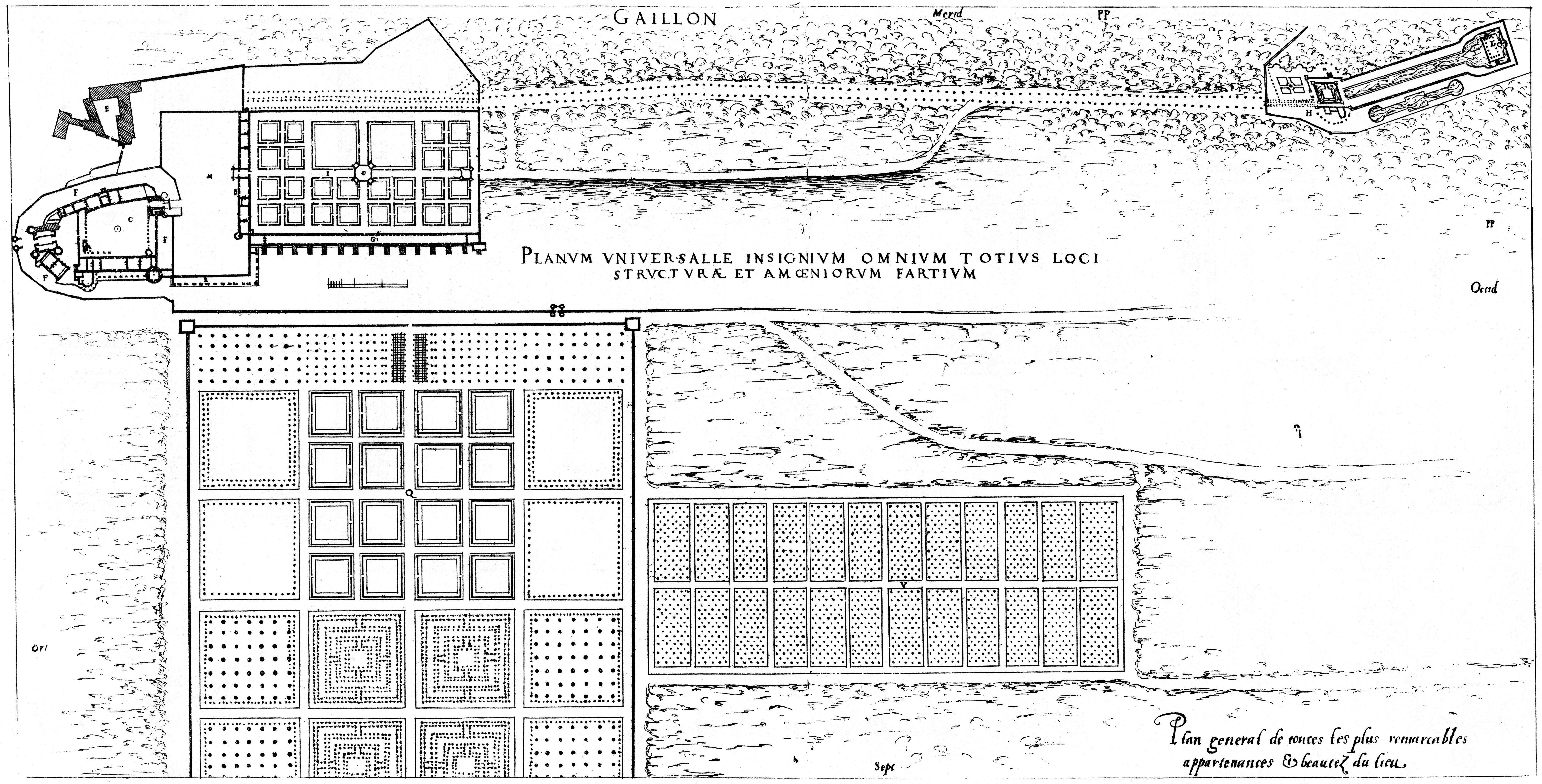
Vista generale del castello con i giardini della parte bassa e alta
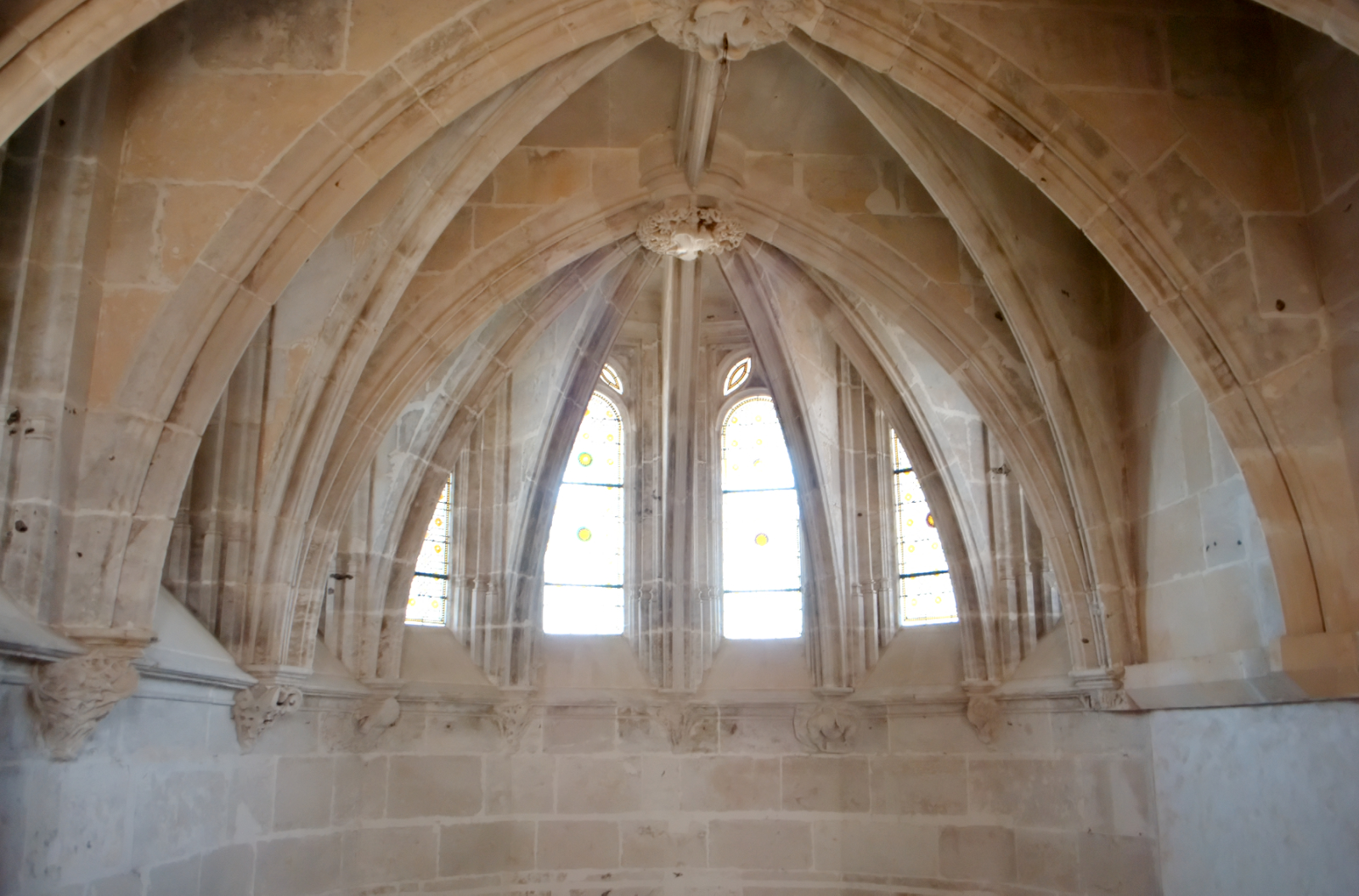
Interno di quel che resta della cappella palatina
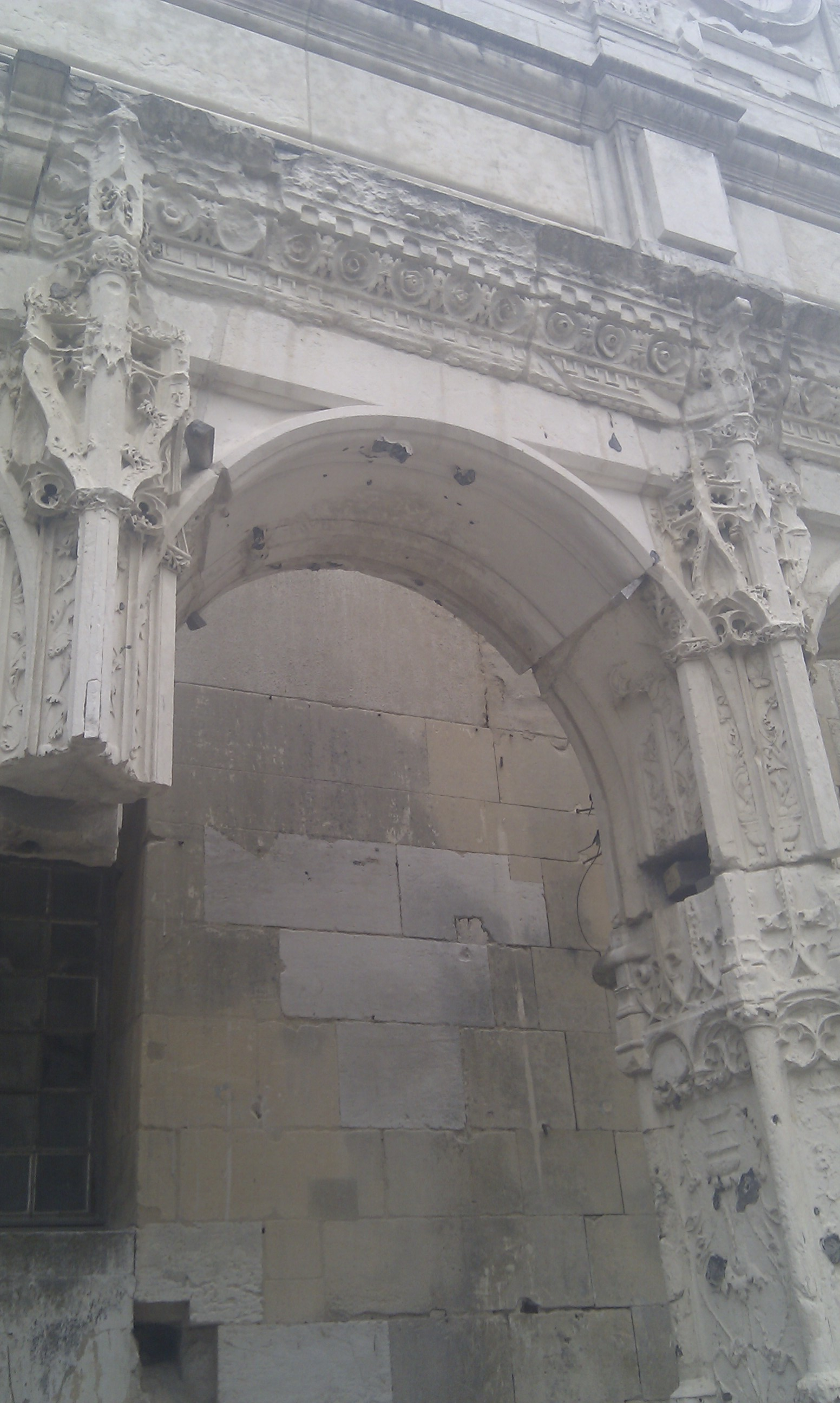
Vestigia del castello